# حمودة الصباغ
حموده يوسف صباغ من مواليد 1959 في الحسكة، ويحمل إجازة في الحقوق من جامعة دمشق، يمارس المحاماة منذ عام 1987.

## مناصبه
- عضو قيادة رابطة شبيبة مدينة الحسكة 1981.
- أمين رابطة شبيبة الثورة في مدينة الحسكة من عام 1982 إلى 1985
- أمين فرقة النقابات المهنية من 1989 إلى 2001
- أمين شعبة مدينة الحسكة للحزب من 2004 إلى 2007
- نقيب المحامين في محافظة الحسكة من 1997 إلى 2001
- عضو نقابة المحامين للحسكة 2001
- عضو مؤتمر اتحاد المحامين العرب دورة بيروت 2000
- عضو المؤتمر القطري العاشر للحزب 2005
- عضو اللجنة المركزية للحزب منذ عام 2005
- عضو مجلس الشعب منذ عام 2007 .
- رئيس جمعية الصداقة البرلمانية السورية اليونانية
- هو عضو جمعية الصداقة البرلمانية السورية الصينية
- عضو جمعية الصداقة البرلمانية السورية اللبنانية
- عضو اللجنة الدستورية والتشريعية في مجلس الشعب .
- عضو مؤتمر البرلمانات الإسلامية دورة القاهرة 2008
- عضو القيادة القطرية لحزب البعث 2017
- عضو قيادة شعبة لحزب البعث في مجلس الشعب من 2013 إلى 2017
- رئيس لجنة الشؤون العربية والخارجية والمغتربين في مجلس الشعب .
- رئيس لجنة الإعلام والاتصالات وتكنولوجيا المعلومات في مجلس الشعب
- رئيس مؤتمر الاتحاد البرلماني الدولي دورة جنوب أفريقيا 2008

انتخب رئيساً لمجلس الشعب بتاريخ 28 أيلول 2017 خلفاً لهدية عباس.

## إثارة الجدل
تعرض إلى انتقادات لاذعة في يناير 2019 بعد أن اعتبر الحملات التي يطالب فيها بالناس بالخدمات الأساسية على مواقع التواصل الاجتماعي بأنها تُدار من الخارج.